# Jean Ray (scrittore)
Raymond Jean Marie De Kremer (Gand, 8 luglio 1887 – Gand, 17 settembre 1964) è stato uno scrittore belga d’espressione francese e neerlandese.
Noto soprattutto come Jean Ray e John Flanders, ha firmato anche come King Ray, Alix R. Bantam, Sailor John e altri numerosi pseudonimi, una larga produzione di testi letterari.
Il suo romanzo capolavoro è Malpertuis, un classico della letteratura fantastica. Da questo libro il regista Harry Kümel trasse un omonimo film nel 1971 con Orson Welles e Michel Bouquet.

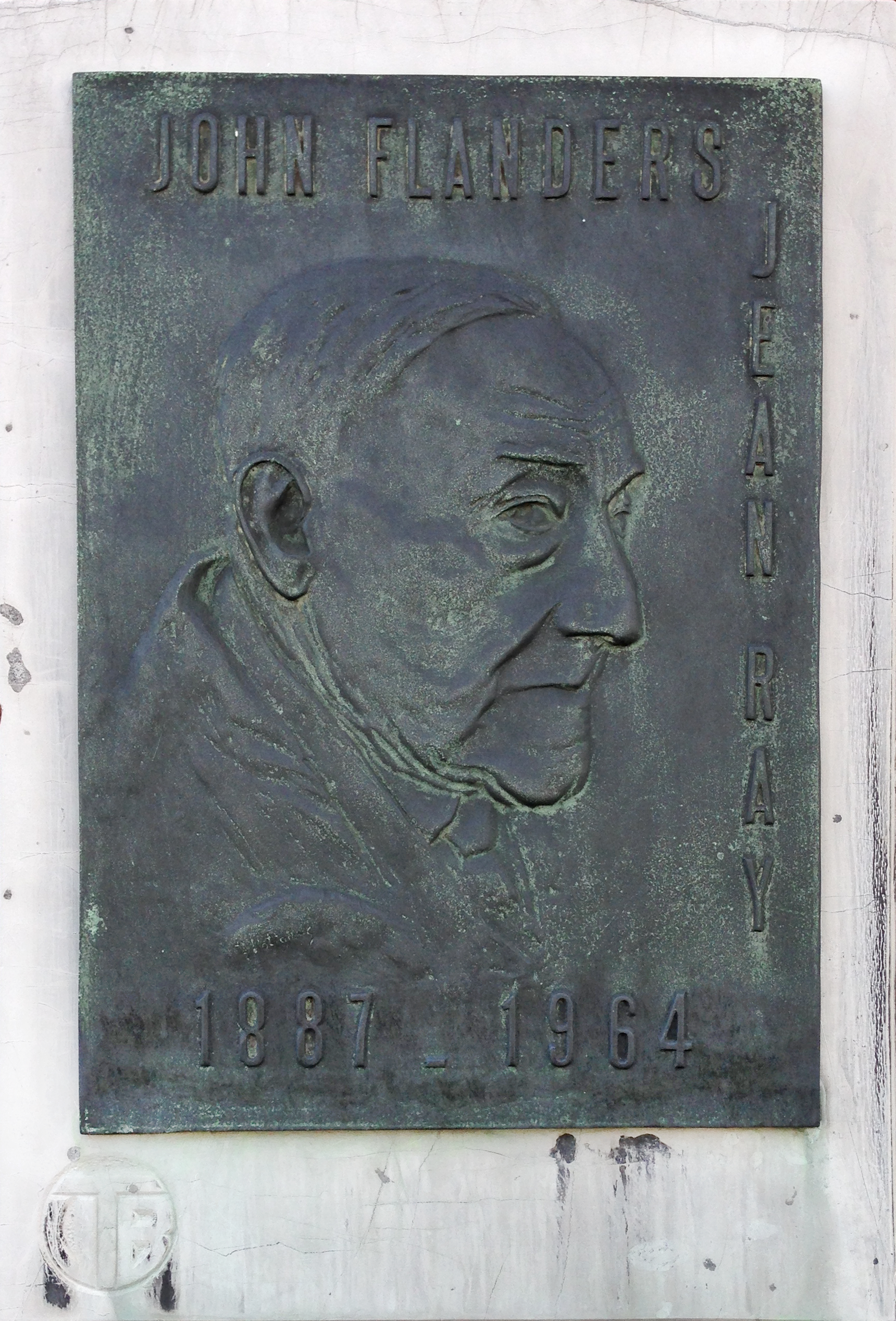
Targa ricordo come John Flanders al n° 539 di Rooigemlaan a Gand

## Biografia

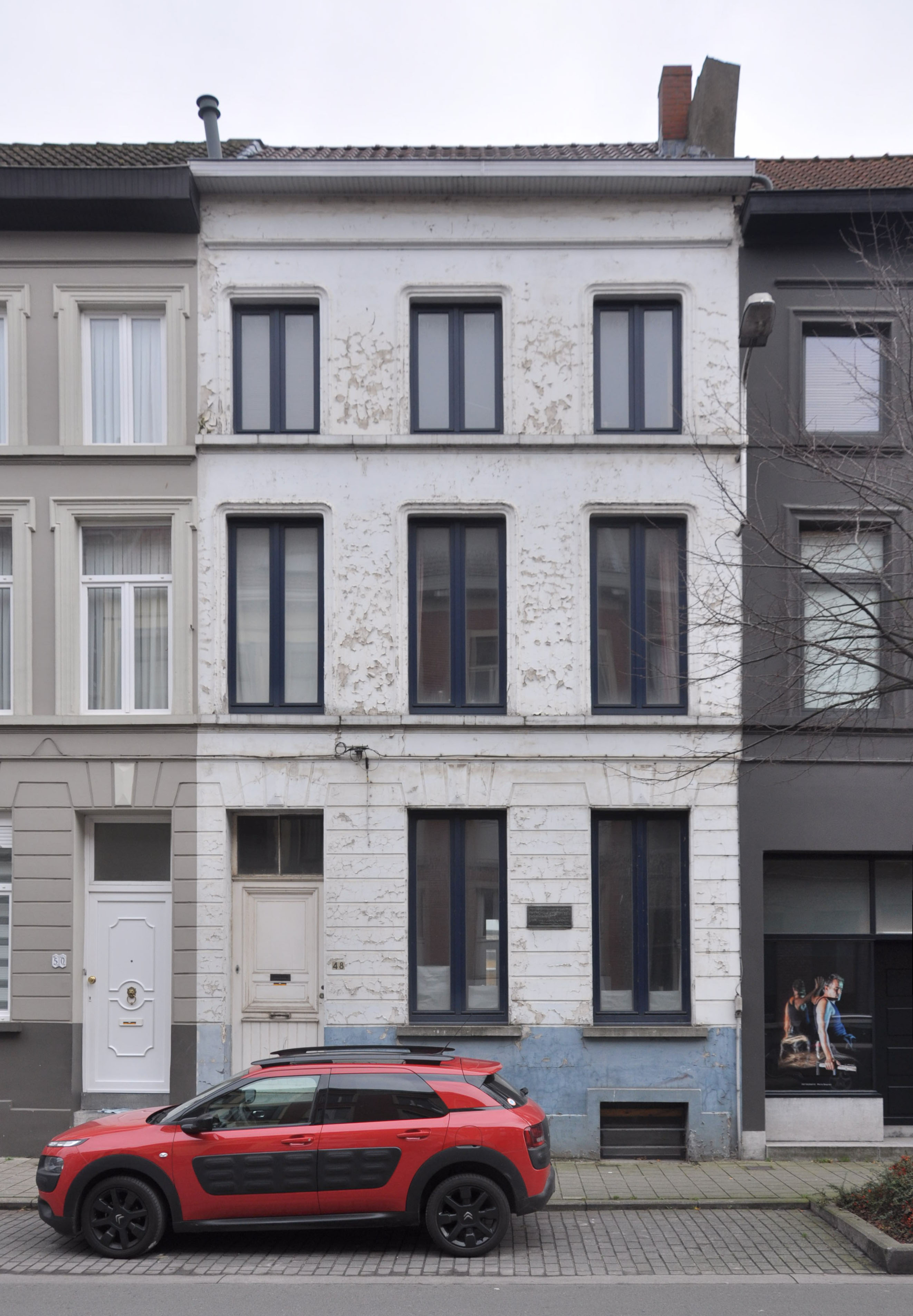
Casa natale di Jean Ray

Nato nella provincia delle Fiandre Orientali, dove studiò, fu impiegato comunale fino agli anni 1920, quando cominciò a lavorare nel quotidiano "Journal de Gand" e poi anche nel mensile "L'Ami du Livre" (di cui diventa direttore dal 1923), scrivendo anche canzoni per il teatro di rivista.
Arrestato l'8 marzo 1926, con l'accusa di appropriazione indebita, venne condannato a sei anni e sei mesi di prigione, ma riuscì a uscirne il 1º febbraio 1929.
È questa l'epoca in cui cominciò, con grande prolificità, a collaborare a diversi periodici, come "La Revue Belge", "Bravo!", "La Flandre Libérale", "Mon copain", "Prenez-moi", "Les Débats", "De Filosofo", "Le Bien Public", "De Dag" ecc. (con quasi 200 pseudonimi), oltre che a scrivere ben 96 libri di fiction.
Riprese il nome di Jean Ray in occasione delle raccolte degli anni 1940, come Le Grand Nocturne (1942), Les Cercles de l'épouvante (1943), Les Derniers Contes de Canterbury (1944), e i romanzi Malpertuis (1943) e La Cité de l'indicible peur (1943).
Dopo la seconda guerra mondiale, collaborò con indefessa abbondanza di articoli e racconti ad altri periodici, come "Audace", "Le Petit Luron / 't Kapoentje", "Les Cahiers de la Biloque", "Overal", "Fiction", "Het Volk", "Tintin / Kuifje", "Mystère-Magazine", "Golf" ecc., e iniziò a scrivere anche romanzi per adolescenti, sceneggiature per fumetti ecc.
Antologie (non solo personali) sono Le Livre des fantômes (1947), La Gerbe noire, Les Vingt-cinq meilleures histoires noires et fantastiques (1961), Le Carrousel des maléfices (1964) e Les Contes noirs du golf (1964). 
Nel 1961 venne pubblicata una raccolta destinata a procurargli molto successo ovvero 25 histoires noires et fantastiques, tradotta poi nel 1963 in Italia da Baldini & Castoldi con il titolo "25 racconti neri e fantastici": si tratta oggi di una vera e propria rarità ricercata dai collezionisti.
Dal 1963 al 1965 sono state pubblicati, presso Laffont, quattro volumi di Œuvres complètes (in realtà una scelta). 
La sua bibliografia conta infatti circa 9300 racconti e 5000 testi di reportage, cronache, interventi critici e altro. 
Recentemente è stato l'editore Hypnos In Italia con 2 raccolte di racconti (Il Gran Notturno e I racconti del whisky) a disseppellire dall'oblio la sua figura. Da segnalare anche l'antologia edita da Profondo Rosso "La casa stregata di Fulham Road e altri orrori" che racchiude alcuni racconti - per la prima volta tradotti in Italia - che vedono per protagonista Harry Dickson, sorta di detective del romanzo poliziesco fantastico mentre Malpertuis finalmente è stato ristampato in Urania Horror n. 12. Nell'aprile del 2021 è uscita La città della paura indicibile, finalmente tradotta per la prima volta in italiano da Agenzia Alcatraz per la collana Bizarre.

## Opere principali
- Les contes du whisky (1925; 1946)
- Les Aventures de Harry Dickson (1929-1938)
- Jack de minuit (1932)
- La croisière des ombres (1932)
- Spoken op de ruwe heide (1935)
- Le grand nocturne (1942)
- Les cercles de l'épouvante (1943)
- Malpertuis (1943), trad. Gilda Patitucci, Malpertuis, Milano: Sugar, 1966; trad. Marianna Basile, Malpertuis, Milano: in Horror numero 7 Mondadori, 1990 ; ulteriore edizione in Urania Horror numero 12, Milano: Mondadori,  novembre 2016 ; trad. Marianna Basile.
- La cité de l'indicible peur (1943),  trad. Luca Fassina, La città della paura indicibile, Milano: Agenzia Alcatraz, 2021
- Les derniers contes de Canterbury (1944)
- La gerbe noire (a cura di) (1947)
- La choucroute (1947)
- Le livre des fantômes (1947; 1966)
- Het monster van Borough (1948)
- Geheimen van het Noorden (1948)
- Het zwarte eiland (1948)
- 25 histoires noires et fantastiques (1961), trad. Eleonora Bortolon, 25 racconti neri e fantastici, Milano, Baldini e Castoldi, 1963
- Saint Judas-de-la-Nuit (1964)
- Les contes noirs du Golf (1964)
- Le carrousel des maléfices (1964)
- Contes d'horreur et d'aventures (1972, a cura di Albert van Hageland)
- Les aventures d'Harry Dickson: le Sherlock Holmes américain (1980, 4 voll.)
- Visages et choses crépusculaires (1982, a cura di Jean-Baptiste Baronian)
- Les joyeux contes d'Ingoldsby (1992)
- Les histoires étranges de la Biloque (1996)
- La casa stregata di Fulham road e altri orrori, antologia a cura di Luigi Cozzi e Sebastiano Fusco, Roma: Mondo Ignoto, 2007
- Il Gran Notturno (Edizioni Hypnos - 2011)
- I racconti del Whisky (Edizioni Hypnos - 2013)
- La città della paura indicibile (Agenzia Alcatraz - 2021)